# 438 aC
El 438 aC fou un any del calendari romà prejulià.

## Esdeveniments
- 13 de gener (13 de desembre de 439 del calendari romà): començament a Roma del consolat d'Agripa Menenius Lanatus, T. Quinctius Capitolinus Barbatus VI.[1]
- Luci Quint Cincinnat anomenat novament dictador, reprimeix una revolta de la plebs a continuació torna a la seva granja. Espuri Meli, sospitós d'aspirar a la reialesa, és mort pel mestre de cavalleria Gai Servili Estructe Ahala.
- Març-abril: Alcestis, d'Eurípides, és presentat a la Dionísia a Atenes.[2]
- Juny-juliol, Atenes: dedicació del Partenó durant els Panatenea.[3] Inauguració de l'estàtua criselefantina d'Atena Partenos, realitzada per Fídies. Acusat d'haver desviat de l'or pels enemics de Pèricles, l'escultor ha d'exiliar-se d'Atenes.[4]
- Fidenes, antiga ciutat etrusca convertida en colònia romana, s'aixeca contra Roma i caça els colons. Veïs intervé a favor seu, amb el suport dels Faliscs i de la ciutat de Capena. Fidenes és tanmateix reocupada l'any 435 aC.[5]
- Fundació de la nació campaniana pels Samnites segons Diodor de Sicília. Cap a 420 aC. S'apoderen de Càpua, a continuació de Cumes l'any 416 aC.[6]
- Començament del regnat de Espàrtoc I, rei del Bòsfor, fundador de la dinastia dels Espartoquides (fi l'any 432 aC.)[7]

## Defuncions
- Píndar, poeta líric, a Argos (nascut a Tebes l'any 522 o 518 aC.), especialista en l'oda triomfal en l'honor dels vencedors dels grans jocs panhel·lènics.